# هاري بيرغستروم
هاري بيرغستروم (بالفنلندية: Harry Bergström)‏ هو موزع وملحن وعازف بيانو فنلندي، ولد في 4 أبريل 1910 في تامبيري في فنلندا، وتوفي في 12 نوفمبر 1989 في هلسنكي في فنلندا.

## وصلات خارجية
- هاري بيرغستروم على موقع IMDb (الإنجليزية)
- هاري بيرغستروم على موقع ميوزك برينز (الإنجليزية)
- هاري بيرغستروم على موقع ديسكوغز (الإنجليزية)
- هاري بيرغستروم على موقع قاعدة بيانات الفيلم (الإنجليزية)